# 圣巴尔多夫
圣巴尔多夫（法語：Saint-Baldoph，法語發音：[sɛ̃ baldɔf]）是法国萨瓦省的一个市镇，属于尚贝里区。

## 地理
圣巴尔多夫（45°32'7"N, 5°57'9"E）面积6.24 平方千米，位于法国奥弗涅-罗讷-阿尔卑斯大区萨瓦省，该省份为法国东部省份，历史上为薩伏依的一部分，北起上萨瓦省，西接伊泽尔省和安省，南部和东部与上阿尔卑斯省和意大利接壤。
与圣巴尔多夫接壤的市镇（或旧市镇、城区）包括：阿普勒蒙、巴尔伯拉、蒙塔尼奥勒、米扬、拉拉瓦尔。

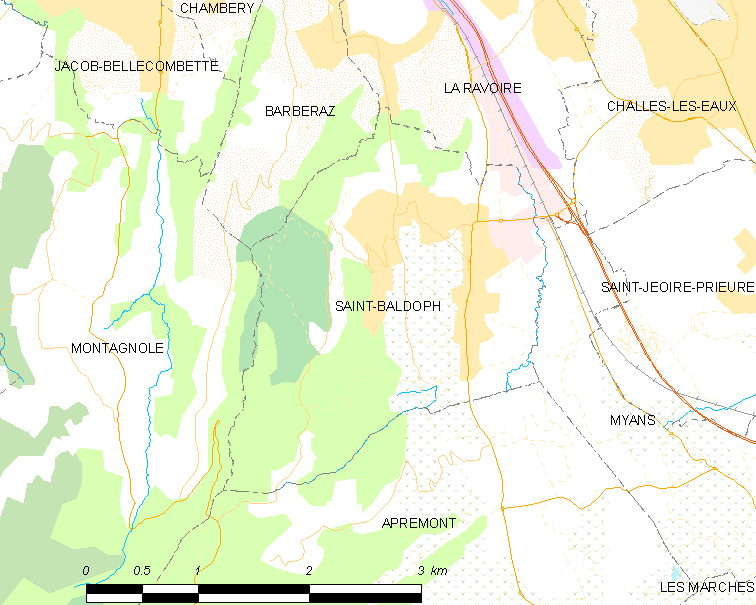
圣巴尔多夫的OSM定位图

圣巴尔多夫的时区为UTC+01:00、UTC+02:00（夏令时）。

## 行政
圣巴尔多夫的邮政编码为73190，INSEE市镇编码为73225。

## 政治
圣巴尔多夫所属的省级选区为拉拉瓦尔县。

## 人口

1962-2008年间圣巴尔多夫人口变化图示

圣巴尔多夫于2022年1月1日时的人口数量为2827人。